# Воєводська дорога 824 (Польща)
Воєводська дорога 824 (пол. Droga wojewódzka) (DW824) — воєводська дорога класу G (головна) протяжністю 82 км у Люблінському воєводстві. Проходить меридіонально, з’єднуючи Жижин з Аннополем через Пулави, Карчмиська-Перші, Ополе-Любельське та Юзефув-над-Віслою. Дорога проходить у 3 повітах: Пулави, Ополье та Краснік.
Увесь маршрут пролягає по правій стороні річки Вісла, але лише на ділянках Пулави – Бохотниця та Колчин – Аннополь вона пролягає біля річки.
На перехресті в Бохотниці на вулиці Наленчовській воєводська дорога № 824 з Пулав повертає прямо як пріоритетна дорога на воєводську дорогу № 830 у напрямку Любліна. Подальша частина воєводської дороги № 824 у напрямку Ополе-Любельського відходить від цього перехрестя на південь як другорядна дорога.

## Міста, що лежать на трасі DW824
- Жиржин (національна дорога № 17 та міжнародна дорога E372)
- Осіни
- Вронув
- Пулави (швидкісна дорога S12, воєводська дорога № 874)
- Пархатка
- Бохотниця (воєводська дорога № 743, воєводська дорога № 830)
- Сковешинек
- Усцьонж
- Карчмиська-Перші
- Ґлусько-Дуже
- Воля-Рудзька (воєводська дорога № 832)
- Ополе-Любельське
- Ельжбета (воєводська дорога № 747)
- Ожарув-Перший
- Вжеловець
- Ключковіце
- Волька Колчинська
- Кольчин (воєводська дорога № 825)
- Юзефув-над-Віслою
- Басоня
- Валовиці
- Валовіце-Колонія
- Попув
- Блісковиці
- Сьвецехув-Дужи
- Сьвецехув-Подуховни
- Аннополь (національна дорога № 74)